# Olympische Sommerspiele 2024/Teilnehmer (Türkei)
| Gelbes Symbol für Goldmedaillen mit stilisierten Olympischen Ringen | Graues Symbol für Silbermedaillen mit stilisierten Olympischen Ringen | Braundes Symbol für Bronzemedaillen mit stilisierten Olympischen Ringen |
| ------------------------------------------------------------------- | --------------------------------------------------------------------- | ----------------------------------------------------------------------- |
| —                                                                   | 3                                                                     | 5                                                                       |

Die Türkei nahm an den Olympischen Spielen 2024 vom 26. Juli bis zum 11. August 2024 in Paris teil. Es war die insgesamt 24. Teilnahme an Olympischen Sommerspielen.

## Medaillen

### Medaillenspiegel
| Rang   | Sportart      | Gold | Silber | Bronze | Gesamt |
| ------ | ------------- | ---- | ------ | ------ | ------ |
| 1      | Boxen         | 0    | 2      | 1      | 3      |
| 2      | Schießen      | 0    | 1      | 0      | 1      |
| 3      | Ringen        | 0    | 0      | 2      | 2      |
| 4      | Taekwondo     | 0    | 0      | 1      | 1      |
| 4      | Bogenschießen | 0    | 0      | 1      | 1      |
| Gesamt | Gesamt        | 0    | 3      | 5      | 8      |

### Medaillengewinner
| Name/n                                          | Sportart      | Wettkampf         |
| ----------------------------------------------- | ------------- | ----------------- |
| Silber                                          |               |                   |
| Buse Naz Çakıroğlu                              | Boxen         | Klasse bis 50 kg  |
| Hatice Akbaş                                    | Boxen         | Klasse bis 54 kg  |
| Şevval İlayda Tarhan Yusuf Dikeç                | Schießen      | 10 m Luftpistole  |
| Bronze                                          |               |                   |
| Esra Yıldız                                     | Boxen         | Klasse bis 57 kg  |
| Buse Tosun                                      | Ringen        | Klasse bis 68 kg  |
| Taha Akgül                                      | Ringen        | Klasse bis 125 kg |
| Nafia Kuş                                       | Taekwondo     | Klasse über 67 kg |
| Mete Gazoz Ulaş Berkim Tümer Abdullah Yıldırmış | Bogenschießen | Mannschaft        |

## Teilnehmer nach Sportarten

### Badminton
Über die Race-to-Paris-Rangliste erhielt Neslihan Arın einen Startplatz für den Einzelwettbewerb der Frauen.
| Athleten      | Wettbewerb | Gruppenphase | Gruppenphase       | Gruppenphase | Gruppenphase | Achtelfinale  | Achtelfinale  | Viertelfinale | Viertelfinale | Halbfinale    | Halbfinale    | Finale / Platz 3 | Finale / Platz 3 | Rang |
| Athleten      | Wettbewerb | Gegner       | Ergebnis           | Punkte       | Rang         | Gegner        | Ergebnis      | Gegner        | Ergebnis      | Gegner        | Ergebnis      | Gegner           | Ergebnis         | Rang |
| ------------- | ---------- | ------------ | ------------------ | ------------ | ------------ | ------------- | ------------- | ------------- | ------------- | ------------- | ------------- | ---------------- | ---------------- | ---- |
| Frauen        |            |              |                    |              |              |               |               |               |               |               |               |                  |                  |      |
| Neslihan Arın | Einzel     | I. Castillo  | 2:0 (21:16, 21:17) | 1            | 2            | ausgeschieden | ausgeschieden | ausgeschieden | ausgeschieden | ausgeschieden | ausgeschieden | ausgeschieden    | ausgeschieden    | 14   |
| Neslihan Arın | Einzel     | A. Ōhori     | 0:2 (9:21, 7:21)   | 1            | 2            | ausgeschieden | ausgeschieden | ausgeschieden | ausgeschieden | ausgeschieden | ausgeschieden | ausgeschieden    | ausgeschieden    | 14   |

### Bogenschießen
Über die Weltmeisterschaften 2023 qualifizierte sich die türkische Männermannschaft für die Olympischen Spiele. Somit waren auch im Einzelwettbewerb der Männer drei Bogenschützen startberechtigt. Bei den Europameisterschaften 2024 konnte zudem ein Quotenplatz im Einzel der Frauen erreicht werden. Damit war auch die Teilnahme am Mixed-Wettbewerb ermöglicht.
| Athleten                                        | Wettbewerb | Qualifikation | Qualifikation | 1. Runde    | 1. Runde | 2. Runde      | 2. Runde      | Achtelfinale  | Achtelfinale  | Viertelfinale | Viertelfinale | Halbfinale    | Halbfinale    | Finale / Platz 3 | Finale / Platz 3 | Rang   |
| Athleten                                        | Wettbewerb | Ringe         | Rang          | Gegner      | Ergebnis | Gegner        | Ergebnis      | Gegner        | Ergebnis      | Gegner        | Ergebnis      | Gegner        | Ergebnis      | Gegner           | Ergebnis         | Rang   |
| ----------------------------------------------- | ---------- | ------------- | ------------- | ----------- | -------- | ------------- | ------------- | ------------- | ------------- | ------------- | ------------- | ------------- | ------------- | ---------------- | ---------------- | ------ |
| Frauen                                          |            |               |               |             |          |               |               |               |               |               |               |               |               |                  |                  |        |
| Elif Berra Gökkır                               | Einzel     | 671 PB        | 5             | N. Fazil    | 6:0      | M. Fallah     | 6:0           | S. Noda       | 6:4           | Jeon H.-y.    | 2:6           | ausgeschieden | ausgeschieden | ausgeschieden    | ausgeschieden    | 8      |
| Männer                                          |            |               |               |             |          |               |               |               |               |               |               |               |               |                  |                  |        |
| Mete Gazoz                                      | Einzel     | 676           | 8             | A. Gallardo | 6:0      | Tang C.-c.    | 6:2           | T. Chirault   | 6:5           | Kim W.-j.     | 4:6           | ausgeschieden | ausgeschieden | ausgeschieden    | ausgeschieden    | 7      |
| Ulaş Berkim Tümer                               | Einzel     | 676           | 10            | C. Rojas    | 6:4      | S. Wijler     | 6:2           | B. Ellison    | 2:6           | ausgeschieden | ausgeschieden | ausgeschieden | ausgeschieden | ausgeschieden    | ausgeschieden    | 9      |
| Abdullah Yıldırmış                              | Einzel     | 640           | 58            | B. Ellison  | 2:6      | ausgeschieden | ausgeschieden | ausgeschieden | ausgeschieden | ausgeschieden | ausgeschieden | ausgeschieden | ausgeschieden | ausgeschieden    | ausgeschieden    | 33     |
| Mete Gazoz Ulaş Berkim Tümer Abdullah Yıldırmış | Mannschaft | 1992          | 6             | —           | —        | —             | —             | Kolumbien     | 5:4           | Indien        | 6:2           | Frankreich    | 4:5           | China            | 6:2              | Bronze |
| Mixed                                           |            |               |               |             |          |               |               |               |               |               |               |               |               |                  |                  |        |
| Elif Berra Gökkır Mete Gazoz                    | Mannschaft | 1347          | 6             | —           | —        | —             | —             | Japan         | 4:5           | ausgeschieden | ausgeschieden | ausgeschieden | ausgeschieden | ausgeschieden    | ausgeschieden    | 9      |

### Boxen
Bei den Europaspielen 2023 konnten sich sechs türkische Boxer ihren Startplatz für die Spiele in Paris sichern. Beim ersten internationalen Qualifikationsturnier konnte sich zudem Kaan Aykutsun qualifizieren. Esra Yıldız gelang die Qualifikation beim zweiten internationalen Qualifikationsturnier in Bangkok. Wegen eines Dopingvergehens wurde Tuğrulhan Erdemir kurzfristig von der Teilnahme ausgeschlossen.
| Athleten           | Wettbewerb       | 1. Runde     | 1. Runde | Achtelfinale  | Achtelfinale  | Viertelfinale    | Viertelfinale | Halbfinale    | Halbfinale    | Finale        | Finale        | Rang   |
| Athleten           | Wettbewerb       | Gegner       | Ergebnis | Gegner        | Ergebnis      | Gegner           | Ergebnis      | Gegner        | Ergebnis      | Gegner        | Ergebnis      | Rang   |
| ------------------ | ---------------- | ------------ | -------- | ------------- | ------------- | ---------------- | ------------- | ------------- | ------------- | ------------- | ------------- | ------ |
| Frauen             |                  |              |          |               |               |                  |               |               |               |               |               |        |
| Buse Naz Çakıroğlu | Klasse bis 50 kg | —            | —        | F. Herrera    | 5:0           | P. Kaivo-Oja     | 5:0           | A. Villegas   | 5:0           | Wu Y.         | 1:4           | Silber |
| Hatice Akbaş       | Klasse bis 54 kg | C. Davison   | 3:2      | T. Echegaray  | 5:0           | M. Enchdschargal | 5:0           | Im A.-j.      | 3:2           | Chang Y.      | 0:5           | Silber |
| Esra Yıldız        | Klasse bis 57 kg | M. Camara    | 5:0      | H. Khouloud   | 5:0           | J. Romeu         | 4:1           | Lin Y.-t.     | 0:5           | ausgeschieden | ausgeschieden | Bronze |
| Gizem Özer         | Klasse bis 60 kg | A. Mesiano   | 0:5      | ausgeschieden | ausgeschieden | ausgeschieden    | ausgeschieden | ausgeschieden | ausgeschieden | ausgeschieden | ausgeschieden | 17     |
| Busenaz Sürmeneli  | Klasse bis 66 kg | —            | —        | A. Rrygielska | 4:1           | J. Suwannapheng  | 1:4           | ausgeschieden | ausgeschieden | ausgeschieden | ausgeschieden | 5      |
| Männer             |                  |              |          |               |               |                  |               |               |               |               |               |        |
| Samet Gümüş        | Klasse bis 51 kg | —            | —        | S. Bibossynow | 0:5           | ausgeschieden    | ausgeschieden | ausgeschieden | ausgeschieden | ausgeschieden | ausgeschieden | 9      |
| Kaan Aykutsun      | Klasse bis 80 kg | S. Cavallaro | 4:1      | A. López      | 0:5           | ausgeschieden    | ausgeschieden | ausgeschieden | ausgeschieden | ausgeschieden | ausgeschieden | 9      |

### Fechten
Durch seinen Sieg beim europäischen Qualifikationsturnier qualifizierte sich Enver Yıldırım für das Säbelfechten der Männer. Durch die Neuverteilung eines ungenutzten Gastgeberstartplatzes erhielt auch Nisanur Erbil einen Quotenplatz im Säbelfechten der Frauen.
| Athleten       | Wettbewerb   | 1. Runde | 1. Runde | 2. Runde          | 2. Runde | Achtelfinale  | Achtelfinale  | Viertelfinale | Viertelfinale | Halbfinale / Klassifikation | Halbfinale / Klassifikation | Finale / Platzierung | Finale / Platzierung | Rang |
| Athleten       | Wettbewerb   | Gegner   | Ergebnis | Gegner            | Ergebnis | Gegner        | Ergebnis      | Gegner        | Ergebnis      | Gegner                      | Ergebnis                    | Gegner               | Ergebnis             | Rang |
| -------------- | ------------ | -------- | -------- | ----------------- | -------- | ------------- | ------------- | ------------- | ------------- | --------------------------- | --------------------------- | -------------------- | -------------------- | ---- |
| Frauen         |              |          |          |                   |          |               |               |               |               |                             |                             |                      |                      |      |
| Nisanur Erbil  | Säbel Einzel | Freilos  | Freilos  | M. Skarbonkiewicz | 15:11    | S. Balzer     | 5:15          | ausgeschieden | ausgeschieden | ausgeschieden               | ausgeschieden               | ausgeschieden        | ausgeschieden        | 14   |
| Männer         |              |          |          |                   |          |               |               |               |               |                             |                             |                      |                      |      |
| Enver Yıldırım | Säbel Einzel | Freilos  | Freilos  | L. Curatoli       | 10:15    | ausgeschieden | ausgeschieden | ausgeschieden | ausgeschieden | ausgeschieden               | ausgeschieden               | ausgeschieden        | ausgeschieden        | 26   |

### Gewichtheben
Über die olympische Qualifikationsrangliste der IWF qualifizierte sich Muhammed Furkan Özbek in der Klasse bis 73 kg für seine zweiten Olympischen Spiele.
| Athleten              | Wettbewerb       | Reißen  | Reißen | Stoßen  | Stoßen | Zweikampf | Zweikampf | Rang |
| Athleten              | Wettbewerb       | Gewicht | Rang   | Gewicht | Rang   | Gewicht   | Rang      | Rang |
| --------------------- | ---------------- | ------- | ------ | ------- | ------ | --------- | --------- | ---- |
| Männer                |                  |         |        |         |        |           |           |      |
| Muhammed Furkan Özbek | Klasse bis 73 kg | 150 kg  | 7      | 191 kg  | 3      | 341 kg    | 4         | 4    |

### Judo
Über die IJF-Weltrangliste konnten sich sieben türkische Judokas qualifizieren. Durch die Qualifikation in den entsprechenden Gewichtsklassen konnte auch ein Mixed-Team an den Start gehen.
| Athleten | Wettbewerb         | 1. Runde   | 1. Runde | 2. Runde    | 2. Runde | Achtelfinale   | Achtelfinale  | Viertelfinale     | Viertelfinale | Halbfinale / Trostrunde | Halbfinale / Trostrunde | Finale / Platz 3 | Finale / Platz 3 | Rang |
| Athleten | Wettbewerb         | Gegner     | Ergebnis | Gegner      | Ergebnis | Gegner         | Ergebnis      | Gegner            | Ergebnis      | Gegner                  | Ergebnis                | Gegner           | Ergebnis         | Rang |
| --- | ------------------ | ---------- | -------- | ----------- | -------- | -------------- | ------------- | ----------------- | ------------- | ----------------------- | ----------------------- | ---------------- | ---------------- | ---- |
| Frauen |                    |            |          |             |          |                |               |                   |               |                         |                         |                  |                  |      |
| Tuğçe Beder | Klasse bis 48 kg   | S. Boukli  | 0s2:10s1 | —           | —        | ausgeschieden  | ausgeschieden | ausgeschieden     | ausgeschieden | ausgeschieden           | ausgeschieden           | ausgeschieden    | ausgeschieden    | 17   |
| Fidan Ögel | Klasse bis 70 kg   | M. Goshen  | 0:10     | —           | —        | ausgeschieden  | ausgeschieden | ausgeschieden     | ausgeschieden | ausgeschieden           | ausgeschieden           | ausgeschieden    | ausgeschieden    | 17   |
| Kayra Özdemir | Klasse über 78 kg  | Freilos    | Freilos  | —           | —        | A. Adjjaasüren | 10:0          | A. Sone           | 1:0           | R. Hershko              | 0:10                    | Kim H.-y.        | 0:10             | 5    |
| Männer |                    |            |          |             |          |                |               |                   |               |                         |                         |                  |                  |      |
| Salih Yıldız | Klasse bis 60 kg   | Freilos    | Freilos  | —           | —        | A. McKenzie    | 1s2:0s2       | G. Sardalaschwili | 1s2:0s2       | L. Mkheidze             | 0s2:1s2                 | R. Nagayama      | 0:10s1           | 5    |
| Muhammed Demirel                                                                                                   | Klasse bis 66 kg   | L. Saha    | 0s2:1    | —           | —        | ausgeschieden  | ausgeschieden | ausgeschieden     | ausgeschieden | ausgeschieden           | ausgeschieden           | ausgeschieden    | ausgeschieden    | 17   |
| Vedat Albayrak | Klasse bis 81 kg   | Freilos    | Freilos  | A. Gerbekov | 10:0s3   | T. Nagase      | 0s1:1s1       | ausgeschieden     | ausgeschieden | ausgeschieden           | ausgeschieden           | ausgeschieden    | ausgeschieden    | 9    |
| Mikail Özerler | Klasse bis 90 kg   | E. Hacıyev | 0:1      | —           | —        | ausgeschieden  | ausgeschieden | ausgeschieden     | ausgeschieden | ausgeschieden           | ausgeschieden           | ausgeschieden    | ausgeschieden    | 17   |
| İbrahim Tataroğlu                                                                                                  | Klasse über 100 kg | E. Marinič | 11:0     | —           | —        | Kim M.-j.      | 0:11          | ausgeschieden     | ausgeschieden | ausgeschieden           | ausgeschieden           | ausgeschieden    | ausgeschieden    | 9    |
| Mixed |                    |            |          |             |          |                |               |                   |               |                         |                         |                  |                  |      |
| Tuğçe Beder Fidan Ögel Kayra Özdemir Salih Yıldız Muhammed Demirel Vedat Albayrak Mikail Özerler İbrahim Tataroğlu | Mixed Team         | Freilos    | Freilos  | —           | —        | Südkorea       | 1:4           | ausgeschieden     | ausgeschieden | ausgeschieden           | ausgeschieden           | ausgeschieden    | ausgeschieden    | 9    |

### Leichtathletik
Die Olympianormen des Weltverbandes hatten zahlreiche Athleten erreicht.
Laufen und Gehen
| Athleten                 | Wettbewerb     | Vorlauf | Vorlauf | Hoffnungslauf | Hoffnungslauf | Halbfinale    | Halbfinale    | Finale        | Finale        | Rang          |
| Athleten                 | Wettbewerb     | Zeit    | Rang    | Zeit          | Rang          | Zeit          | Rang          | Zeit          | Rang          | Rang          |
| ------------------------ | -------------- | ------- | ------- | ------------- | ------------- | ------------- | ------------- | ------------- | ------------- | ------------- |
| Frauen                   |                |         |         |               |               |               |               |               |               |               |
| Meryem Bekmez            | 20 km Gehen    | —       | —       | —             | —             | —             | —             | 1:38:06 h     | 40            | 40            |
| Männer                   |                |         |         |               |               |               |               |               |               |               |
| Kayhan Özer              | 100 m          | 10,34 s | 7       | ausgeschieden | ausgeschieden | ausgeschieden | ausgeschieden | ausgeschieden | ausgeschieden | ausgeschieden |
| Berke Akçam              | 400 m Hürden   | 49,48 s | 5       | 48,72 s       | 1             | 49,12 s       | 8             | ausgeschieden | ausgeschieden | ausgeschieden |
| Yasmani Copello          | 400 m Hürden   | 50,72 s | 8       | DNS           | DNS           | ausgeschieden | ausgeschieden | ausgeschieden | ausgeschieden | ausgeschieden |
| Kaan Kigen Özbilen       | Marathon       | —       | —       | —             | —             | —             | —             | DNF           | DNF           | DNF           |
| Salih Korkmaz            | 20 km Gehen    | —       | —       | —             | —             | —             | —             | 1:29:05 h     | 45            | 45            |
| Mixed                    |                |         |         |               |               |               |               |               |               |               |
| Ayşe Tekdal Mazlum Demir | Marathon Gehen | —       | —       | —             | —             | —             | —             | 3:14:53 h     | 23            | 23            |

Springen und Werfen
| Athleten       | Wettbewerb     | Qualifikation | Qualifikation | Finale        | Finale        | Rang |
| Athleten       | Wettbewerb     | Weite/Höhe    | Rang          | Weite/Höhe    | Rang          | Rang |
| -------------- | -------------- | ------------- | ------------- | ------------- | ------------- | ---- |
| Frauen         |                |               |               |               |               |      |
| Buse Savaşkan  | Hochsprung     | 1,92 m        | 8             | 1,86 m        | 10            | 10   |
| Tuğba Danışmaz | Dreisprung     | 13,97 m       | 16            | ausgeschieden | ausgeschieden | 16   |
| Eda Tuğsuz     | Speerwurf      | 55,30 m       | 31            | ausgeschieden | ausgeschieden | 31   |
| Emel Dereli    | Kugelstoßen    | 17,02 m       | 24            | ausgeschieden | ausgeschieden | 24   |
| Männer         |                |               |               |               |               |      |
| Alperen Acet   | Hochsprung     | 2,20 m        | 22            | ausgeschieden | ausgeschieden | 22   |
| Ersu Şaşma     | Stabhochsprung | 5,75 m        | 1             | 5,85 m        | 5             | 5    |
| Necati Er      | Dreisprung     | 13,65 m       | 32            | ausgeschieden | ausgeschieden | 32   |
| Özkan Baltacı  | Hammerwurf     | 71,40 m       | 27            | ausgeschieden | ausgeschieden | 27   |

### Moderner Fünfkampf
Zwei türkische Fünfkämpfer konnten sich über das UIPM-Ranking für die Olympischen Spiele qualifizieren.
| Athleten      | Fechten | Fechten | Schwimmen   | Schwimmen | Reiten  | Reiten | Combined     | Combined | Punkte | Rang |
| Athleten      | Bilanz  | Punkte  | Zeit        | Punkte    | Zeit    | Punkte | Zeit         | Punkte   | Punkte | Rang |
| ------------- | ------- | ------- | ----------- | --------- | ------- | ------ | ------------ | -------- | ------ | ---- |
| Frauen        |         |         |             |           |         |        |              |          |        |      |
| İlke Özyüksel | 16+0    | 205     | 2:15,48 min | 280       | 58,94 s | 293    | 10:58,20 min | 642      | 1420   | 6    |
| Männer        |         |         |             |           |         |        |              |          |        |      |
| Buğra Ünal    | 20+0    | 225     | 2:07,24 min | 296       | 58,25 s | 283    | 10:23,26 min | 677      | 1481   | 25   |

### Radsport
Über die UCI-Straßen-Weltrangliste nach Nationen erhielt die Türkei einen Startplatz für das Straßenrennen der Männer.

#### Straße
| Athleten   | Wettbewerb    | Zeit | Rang |
| ---------- | ------------- | ---- | ---- |
| Männer     |               |      |      |
| Burak Abay | Straßenrennen | DNF  | DNF  |

### Ringen
Bei den Weltmeisterschaften 2023 konnte sich die Türkei Quotenplätze in sechs Wettbewerben sichern. Beim europäischen Qualifikationsturnier konnten türkische Ringer drei weitere Startplätze für Paris erkämpfen. Vor heimischer Kulisse in Istanbul kamen beim finalen Qualifikationsturnier zwei weitere Quotenplätze hinzu.

#### Freier Stil
Legende: G = Gewonnen, V = Verloren, S = Schultersieg
| Athleten       | Wettbewerb        | Achtelfinale    | Achtelfinale | Viertelfinale | Viertelfinale | Halbfinale      | Halbfinale    | Hoffnungsrunde Halbfinale | Hoffnungsrunde Halbfinale | Hoffnungsrunde Finale | Hoffnungsrunde Finale | Finale        | Finale        | Rang   |
| Athleten       | Wettbewerb        | Gegner          | Ergebnis     | Gegner        | Ergebnis      | Gegner          | Ergebnis      | Gegner                    | Ergebnis                  | Gegner                | Ergebnis              | Gegner        | Ergebnis      | Rang   |
| -------------- | ----------------- | --------------- | ------------ | ------------- | ------------- | --------------- | ------------- | ------------------------- | ------------------------- | --------------------- | --------------------- | ------------- | ------------- | ------ |
| Frauen         |                   |                 |              |               |               |                 |               |                           |                           |                       |                       |               |               |        |
| Evin Demirhan  | Klasse bis 50 kg  | Y. Guzmán       | V 6:7        | ausgeschieden | ausgeschieden | ausgeschieden   | ausgeschieden | ausgeschieden             | ausgeschieden             | ausgeschieden         | ausgeschieden         | ausgeschieden | ausgeschieden | 9      |
| Zeynep Yetgil  | Klasse bis 53 kg  | A. Panghal      | G 10:0       | A. Wendle     | V 2S:5        | ausgeschieden   | ausgeschieden | ausgeschieden             | ausgeschieden             | ausgeschieden         | ausgeschieden         | ausgeschieden | ausgeschieden | 8      |
| Nesrin Baş     | Klasse bis 62 kg  | K. Miracle      | V 2:12       | ausgeschieden | ausgeschieden | ausgeschieden   | ausgeschieden | ausgeschieden             | ausgeschieden             | ausgeschieden         | ausgeschieden         | ausgeschieden | ausgeschieden | 12     |
| Buse Tosun     | Klasse bis 68 kg  | A. Elor         | V 2:10       | ausgeschieden | ausgeschieden | ausgeschieden   | ausgeschieden | W. Chołuj                 | G 4:3                     | Pak S.-g.             | G 4:2                 | ausgeschieden | ausgeschieden | Bronze |
| Yasemin Adar   | Klasse bis 76 kg  | J. Di Stasio    | G 8:2        | Y. Kagami     | V 0:3         | ausgeschieden   | ausgeschieden | G. Reasco                 | V 1:3                     | ausgeschieden         | ausgeschieden         | ausgeschieden | ausgeschieden | 8      |
| Männer         |                   |                 |              |               |               |                 |               |                           |                           |                       |                       |               |               |        |
| İbrahim Çiftçi | Klasse bis 97 kg  | M. Mtschedlidse | V 1:5        | ausgeschieden | ausgeschieden | ausgeschieden   | ausgeschieden | ausgeschieden             | ausgeschieden             | ausgeschieden         | ausgeschieden         | ausgeschieden | ausgeschieden | 14     |
| Taha Akgül     | Klasse bis 125 kg | J. Smith        | G 10:8       | D. Ligeti     | G 8:0         | A. Hossein Zare | V 1:2         | ―                         | ―                         | A. Lasarew            | G 7:0                 | ausgeschieden | ausgeschieden | Bronze |

#### Griechisch-römischer Stil
Legende: G = Gewonnen, V = Verloren, S = Schultersieg
| Athleten       | Wettbewerb        | 1. Runde   | 1. Runde | Achtelfinale | Achtelfinale | Viertelfinale | Viertelfinale | Halbfinale    | Halbfinale    | Hoffnungsrunde Halbfinale | Hoffnungsrunde Halbfinale | Hoffnungsrunde Finale | Hoffnungsrunde Finale | Finale        | Finale        | Rang |
| Athleten       | Wettbewerb        | Gegner     | Ergebnis | Gegner       | Ergebnis     | Gegner        | Ergebnis      | Gegner        | Ergebnis      | Gegner                    | Ergebnis                  | Gegner                | Ergebnis              | Gegner        | Ergebnis      | Rang |
| -------------- | ----------------- | ---------- | -------- | ------------ | ------------ | ------------- | ------------- | ------------- | ------------- | ------------------------- | ------------------------- | --------------------- | --------------------- | ------------- | ------------- | ---- |
| Männer         |                   |            |          |              |              |               |               |               |               |                           |                           |                       |                       |               |               |      |
| Enes Başar     | Klasse bis 60 kg  | G. Tibilov | G 8:7    | R. Arnăut    | V 2:4        | ausgeschieden | ausgeschieden | ausgeschieden | ausgeschieden | ausgeschieden             | ausgeschieden             | ausgeschieden         | ausgeschieden         | ausgeschieden | ausgeschieden | 8    |
| Burhan Akbudak | Klasse bis 77 kg  | Freilos    | Freilos  | Z. Lévai     | V 1:2        | ausgeschieden | ausgeschieden | ausgeschieden | ausgeschieden | ausgeschieden             | ausgeschieden             | ausgeschieden         | ausgeschieden         | ausgeschieden | ausgeschieden | 10   |
| Ali Cengiz     | Klasse bis 87 kg  | Freilos    | Freilos  | A. Kułynycz  | V 3:5        | ausgeschieden | ausgeschieden | ausgeschieden | ausgeschieden | ausgeschieden             | ausgeschieden             | ausgeschieden         | ausgeschieden         | ausgeschieden | ausgeschieden | 10   |
| Hamza Bakır    | Klasse bis 130 kg | Freilos    | Freilos  | A. Mohamed   | V 1:3        | ausgeschieden | ausgeschieden | ausgeschieden | ausgeschieden | ausgeschieden             | ausgeschieden             | ausgeschieden         | ausgeschieden         | ausgeschieden | ausgeschieden | 14   |

### Rudern
Über die Neuverteilung des Gastgeberstartplatzes erhielt die Türkei einen Platz im Einer der Frauen.
| Athleten   | Wettbewerb | Vorlauf     | Vorlauf | Vorlauf       | Hoffnungslauf | Hoffnungslauf | Hoffnungslauf | Viertelfinale | Viertelfinale | Viertelfinale  | Halbfinale  | Halbfinale | Halbfinale    | Finale      | Finale | Rang |
| Athleten   | Wettbewerb | Zeit        | Rang    | Qualifikation | Zeit          | Rang          | Qualifikation | Zeit          | Rang          | Qualifikation  | Zeit        | Rang       | Qualifikation | Zeit        | Rang   | Rang |
| ---------- | ---------- | ----------- | ------- | ------------- | ------------- | ------------- | ------------- | ------------- | ------------- | -------------- | ----------- | ---------- | ------------- | ----------- | ------ | ---- |
| Frauen     |            |             |         |               |               |               |               |               |               |                |             |            |               |             |        |      |
| Elis Özbay | Einer      | 7:57,06 min | 4       | Hoffnungslauf | 8:00,00 min   | 2             | Viertelfinale | 7:56,51 min   | 6             | Halbfinale C/D | 8:02,57 min | 4          | D-Finale      | 7:46,95 min | 4      | 22   |

### Schießen
Im Qualifikationszeitraum konnten mehrere Quotenplätze erreicht werden.
| Athleten                         | Wettbewerb        | Qualifikation   | Qualifikation | Finale          | Finale        |
| Athleten                         | Wettbewerb        | Ringe/ Scheiben | Rang          | Ringe/ Scheiben | Rang          |
| -------------------------------- | ----------------- | --------------- | ------------- | --------------- | ------------- |
| Frauen                           |                   |                 |               |                 |               |
| Şevval İlayda Tarhan             | 25 m Sportpistole | 579             | 21            | ausgeschieden   | ausgeschieden |
| Şimal Yılmaz                     | 25 m Sportpistole | 574             | 28            | ausgeschieden   | ausgeschieden |
| Şevval İlayda Tarhan             | 10 m Luftpistole  | 577             | 7             | 135,6           | 7             |
| Şimal Yılmaz                     | 10 m Luftpistole  | 557             | 42            | ausgeschieden   | ausgeschieden |
| Sena Can                         | Skeet             | 110             | 27            | ausgeschieden   | ausgeschieden |
| Rümeysa Pelin Kaya               | Trap              | 117             | 13            | ausgeschieden   | ausgeschieden |
| Männer                           |                   |                 |               |                 |               |
| Yusuf Dikeç                      | 10 m Luftpistole  | 576             | 13            | ausgeschieden   | ausgeschieden |
| İsmail Keleş                     | 10 m Luftpistole  | 577             | 10            | ausgeschieden   | ausgeschieden |
| Oğuzhan Tüzün                    | Trap              | 121             | 15            | ausgeschieden   | ausgeschieden |
| Mixed                            |                   |                 |               |                 |               |
| Şevval İlayda Tarhan Yusuf Dikeç | 10 m Luftpistole  | 582             | 1             | Serbien 14:16   | Silber        |
| Şimal Yılmaz İsmail Keleş        | 10 m Luftpistole  | 569             | 15            | ausgeschieden   | ausgeschieden |

### Schwimmen
Die olympischen Normzeiten hatten zwei türkische Schwimmer in drei Wettbewerben erreicht. Zudem qualifizierte sich die Staffel über 4 × 200 m Freistil der Frauen als eine der zeitschnellsten Staffeln, bei den Weltmeisterschaften 2023 und den Weltmeisterschaften 2024.
| Athleten                                              | Wettbewerb         | Vorlauf        | Vorlauf | Halbfinale    | Halbfinale    | Finale          | Finale        | Rang |
| Athleten                                              | Wettbewerb         | Zeit           | Rang    | Zeit          | Rang          | Zeit            | Rang          | Rang |
| ----------------------------------------------------- | ------------------ | -------------- | ------- | ------------- | ------------- | --------------- | ------------- | ---- |
| Frauen                                                |                    |                |         |               |               |                 |               |      |
| Zehra Bilgin Ecem Dönmez Gizem Güvenç Ela Naz Özdemir | 4 × 200 m Freistil | 8:05,18 min    | 16      | —             | —             | ausgeschieden   | ausgeschieden | 16   |
| Männer                                                |                    |                |         |               |               |                 |               |      |
| Kuzey Tunçelli                                        | 800 m Freistil     | 7:49,29 min NR | 11      | —             | —             | ausgeschieden   | ausgeschieden | 11   |
| Kuzey Tunçelli                                        | 1500 m Freistil    | 14:45,27 min   | 5       | —             | —             | 14:41,22 min NR | 5             | 5    |
| Emir Albayrak                                         | 1500 m Freistil    | 15:23,21 min   | 23      | —             | —             | ausgeschieden   | ausgeschieden | 23   |
| Berkay Ömer Öğretir                                   | 100 m Brust        | 1:00,36 min    | 21      | ausgeschieden | ausgeschieden | ausgeschieden   | ausgeschieden | 21   |
| Berke Saka                                            | 100 m Rücken       | 55,85 s        | 41      | ausgeschieden | ausgeschieden | ausgeschieden   | ausgeschieden | 41   |
| Berke Saka                                            | 200 m Lagen        | 2:01,99 min    | 17      | ausgeschieden | ausgeschieden | ausgeschieden   | ausgeschieden | 17   |

### Segeln
Über die ILCA-Weltmeisterschaften 2024 konnten sich türkische Boote in den beiden Laserwettbewerben qualifizieren. Bei der Last Chance Regatta wurden Quotenplätze in vier weiteren Bootsklassen erreicht.
| Athleten                     | Wettbewerb        | Qualifikation | Qualifikation | Medal Race    | Medal Race    | Punkte | Rang |
| Athleten                     | Wettbewerb        | Punkte        | Rang          | Punkte        | Rang          | Punkte | Rang |
| ---------------------------- | ----------------- | ------------- | ------------- | ------------- | ------------- | ------ | ---- |
| Frauen                       |                   |               |               |               |               |        |      |
| Merve Vatan                  | Windsurfen iQFoiL | 165           | 18            | ausgeschieden | ausgeschieden | 165    | 18   |
| Ecem Güzel                   | Laser Radial      | 129           | 18            | ausgeschieden | ausgeschieden | 129    | 18   |
| Derin Atakan                 | Formula Kite      | 73            | 16            | ausgeschieden | ausgeschieden | 73     | 16   |
| Männer                       |                   |               |               |               |               |        |      |
| Yiğit Yalçın Çıtak           | Laser             | 177           | 23            | ausgeschieden | ausgeschieden | 177    | 23   |
| Mixed                        |                   |               |               |               |               |        |      |
| Lara Nalbantoğlu Deniz Çınar | 470er             | 76            | 16            | ausgeschieden | ausgeschieden | 76     | 16   |
| Beste Kaynakçı Alican Kaynar | Nacra 17          | 172           | 18            | ausgeschieden | ausgeschieden | 172    | 18   |

### Taekwondo
Über die olympische Rangliste konnten sich fünf türkische Athleten im Taekwondo qualifizieren.
| Athleten             | Wettbewerb        | Achtelfinale  | Achtelfinale | Viertelfinale | Viertelfinale | Hoffnungsrunde Halbfinale | Hoffnungsrunde Halbfinale | Halbfinale    | Halbfinale    | Hoffnungsrunde Finale | Hoffnungsrunde Finale | Finale        | Finale        | Rang   |
| Athleten             | Wettbewerb        | Gegner        | Ergebnis     | Gegner        | Ergebnis      | Gegner                    | Ergebnis                  | Gegner        | Ergebnis      | Gegner                | Ergebnis              | Gegner        | Ergebnis      | Rang   |
| -------------------- | ----------------- | ------------- | ------------ | ------------- | ------------- | ------------------------- | ------------------------- | ------------- | ------------- | --------------------- | --------------------- | ------------- | ------------- | ------ |
| Frauen               |                   |               |              |               |               |                           |                           |               |               |                       |                       |               |               |        |
| Merve Dinçel Kavurat | Klasse bis 49 kg  | I. E. Matonti | 2:0          | Guo Q.        | 0:2           | D. Pouryounes             | 2:0                       | ausgeschieden | ausgeschieden | L. Stojković          | 0:2                   | ausgeschieden | ausgeschieden | 5      |
| Hatice Kübra İlgün   | Klasse bis 57 kg  | Kim Y.-j.     | 0:2          | ausgeschieden | ausgeschieden | S. Park                   | 0:2                       | ausgeschieden | ausgeschieden | ausgeschieden         | ausgeschieden         | ausgeschieden | ausgeschieden | 7      |
| Nafia Kuş            | Klasse über 67 kg | F. Aguirre    | 2:1          | R. Abo Al-Rub | 2:1           | ―                         | ―                         | A. Laurin     | 0:2           | R. McGowan            | 2:1                   | ausgeschieden | ausgeschieden | Bronze |
| Männer               |                   |               |              |               |               |                           |                           |               |               |                       |                       |               |               |        |
| Hakan Reçber         | Klasse bis 68 kg  | I. Maïga      | 2:0          | Z. Kareem     | 0:2           | E. Pontes                 | 1:2                       | ausgeschieden | ausgeschieden | ausgeschieden         | ausgeschieden         | ausgeschieden | ausgeschieden | 7      |
| Emre Kutalmış Ateşli | Klasse über 80 kg | R. Alba       | 0:2          | ausgeschieden | ausgeschieden | ausgeschieden             | ausgeschieden             | ausgeschieden | ausgeschieden | ausgeschieden         | ausgeschieden         | ausgeschieden | ausgeschieden | 11     |

### Tischtennis
Sibel Altınkaya qualifizierte sich im Fraueneinzel über die ITTF-Weltrangliste für die Olympischen Spiele.
| Athleten        | Wettbewerb | 1. Runde | 1. Runde | 2. Runde   | 2. Runde | 3. Runde      | 3. Runde      | Achtelfinale  | Achtelfinale  | Viertelfinale | Viertelfinale | Halbfinale    | Halbfinale    | Finale / Platz 3 | Finale / Platz 3 | Rang |
| Athleten        | Wettbewerb | Gegner   | Erg.     | Gegner     | Erg.     | Gegner        | Erg.          | Gegner        | Erg.          | Gegner        | Erg.          | Gegner        | Erg.          | Gegner           | Erg.             | Rang |
| --------------- | ---------- | -------- | -------- | ---------- | -------- | ------------- | ------------- | ------------- | ------------- | ------------- | ------------- | ------------- | ------------- | ---------------- | ---------------- | ---- |
| Frauen          |            |          |          |            |          |               |               |               |               |               |               |               |               |                  |                  |      |
| Sibel Altınkaya | Einzel     | Freilos  | Freilos  | N. Xialian | 2:4      | ausgeschieden | ausgeschieden | ausgeschieden | ausgeschieden | ausgeschieden | ausgeschieden | ausgeschieden | ausgeschieden | ausgeschieden    | ausgeschieden    | 33   |

### Turnen
Über die Weltmeisterschaften 2023 hatten sich die türkischen Männer für den Mannschaftswettbewerb qualifiziert. Somit waren auch fünf Turner für den Einzelmehrkampf und in den Gerätewettbewerben startberechtigt.

#### Gerätturnen
| Athleten                                                       | Wettbewerb           | Qualifikation | Qualifikation | Finale        | Finale        | Rang          |
| Athleten                                                       | Wettbewerb           | Punkte        | Rang          | Punkte        | Rang          | Rang          |
| -------------------------------------------------------------- | -------------------- | ------------- | ------------- | ------------- | ------------- | ------------- |
| Männer                                                         |                      |               |               |               |               |               |
| Ferhat Arıcan                                                  | Barren               | 15,033        | 7             | 15,100        | 5             | 5             |
| Ferhat Arıcan                                                  | Pauschenpferd        | 13,800        | 25            | ausgeschieden | ausgeschieden | ausgeschieden |
| Adem Asil                                                      | Boden                | 13,833        | 25            | ausgeschieden | ausgeschieden | ausgeschieden |
| Adem Asil                                                      | Reck                 | 13,533        | 26            | ausgeschieden | ausgeschieden | ausgeschieden |
| Adem Asil                                                      | Ringe                | 14,866        | 5             | 14,966        | 5             | 5             |
| Adem Asil                                                      | Sprung               | 14,438        | 10            | ausgeschieden | ausgeschieden | ausgeschieden |
| İbrahim Çolak                                                  | Barren               | 13,500        | 53            | ausgeschieden | ausgeschieden | ausgeschieden |
| İbrahim Çolak                                                  | Reck                 | 12,266        | 56            | ausgeschieden | ausgeschieden | ausgeschieden |
| İbrahim Çolak                                                  | Ringe                | 14,533        | 11            | ausgeschieden | ausgeschieden | ausgeschieden |
| Emre Dodanlı                                                   | Barren               | 13,966        | 40            | ausgeschieden | ausgeschieden | ausgeschieden |
| Emre Dodanlı                                                   | Boden                | 12,800        | 60            | ausgeschieden | ausgeschieden | ausgeschieden |
| Emre Dodanlı                                                   | Pauschenpferd        | 11,766        | 58            | ausgeschieden | ausgeschieden | ausgeschieden |
| Emre Dodanlı                                                   | Reck                 | 13,733        | 19            | ausgeschieden | ausgeschieden | ausgeschieden |
| Emre Dodanlı                                                   | Ringe                | 12,866        | 57            | ausgeschieden | ausgeschieden | ausgeschieden |
| Emre Dodanlı                                                   | Mehrkampf Einzel     | 79,597        | 31            | ausgeschieden | ausgeschieden | ausgeschieden |
| Ahmet Önder                                                    | Barren               | 13,833        | 46            | ausgeschieden | ausgeschieden | ausgeschieden |
| Ahmet Önder                                                    | Boden                | 13,733        | 29            | ausgeschieden | ausgeschieden | ausgeschieden |
| Ahmet Önder                                                    | Pauschenpferd        | 12,766        | 48            | ausgeschieden | ausgeschieden | ausgeschieden |
| Ahmet Önder                                                    | Reck                 | 11,800        | 62            | ausgeschieden | ausgeschieden | ausgeschieden |
| Ahmet Önder                                                    | Ringe                | 13,066        | 42            | ausgeschieden | ausgeschieden | ausgeschieden |
| Ahmet Önder                                                    | Mehrkampf Einzel     | 79,498        | 34            | ausgeschieden | ausgeschieden | ausgeschieden |
| Ferhat Arıcan Adem Asil İbrahim Çolak Emre Dodanlı Ahmet Önder | Mehrkampf Mannschaft | 247,559       | 9             | ausgeschieden | ausgeschieden | 9             |

### Volleyball
Durch ihren Sieg beim Qualifikationsturnier in Tokio qualifizierten sich die türkischen Volleyballerinnen für die Spiele in Paris.
| Wettbewerb      | Frauen |
| --------------- | --- |
| Athletinnen     | Gizem Örge Cansu Özbay Melissa Vargas Hande Baladın Meliha Diken Derya Cebecioğlu Elif Şahin Eda Erdem Dündar Zehra Güneş Kalaç Beyza Arıcı İlkin Aydın Ebrar Karakurt |
| P-Akkreditierte | Beyza Arici |
| Trainer         | Daniele Santarelli |
| Gruppenphase    | Niederlande 3:2 (19:25, 19:25, 25:22, 25:22, 15:13) Dominikanische Republik 3:1 (21:25, 25:18, 25:22, 25:15) Italien 0:3 (14:25, 16:25, 21:25)                         |
| Viertelfinale   | China 3:2 (23:25, 25:21, 26:24, 21:25, 15:12) |
| Halbfinale      | Italien 0:3 (22:25, 19:25, 22:25) |
| Spiel um Bronze | Brasilien 1:3 (21:25, 25:27, 25:22, 15:25) |
| Rang            | 4 |